# 仲澤莉南
仲澤 莉南（なかざわ りな、1994年5月15日 - ）は、日本の歌手・ダンサー・モデル・役者。神奈川県出身。ユニオンエンタテインメント所属。元C-ZONEメンバーであり、元Caratメンバーでもある。

## 略歴
2011年4月、C-ZONE加入。
2012年3月31日、C-ZONE解散。
2012年11月、Debut Single『恋Indirect』でCaratとしてCDデビュー。
2014年7月にはフジテレビドラマ「水球ヤンキース」出演や、雑誌「S Cawaii!」や鹿児島で行われた東京ガールズコレクションにモデルとして出演するなどの活動をしている。
2014年4月1日より鈴木あやとhysteric LolitaのRaniともにFM Yokohamaにて『Branding Hit YOKOHAMA』や、2015年4月7日よりZIP-FMにて、『Carat Night』のパーソナリティー担当もしている。
2015年4月1日、フォーライフミュージックエンタテイメントよりメジャーデビューを果たした。
2019年3月30日渋谷VUENOSで「Carat oneman tour 2019 ～in bloom～」が開催され、こちらをもって同学年のRisaとともにCaratを脱退した。Caratはこれで休止とともに同年12月31日に解散。

## 出演
- 2011年4月～6月、千葉テレビ放送「乙女♡グッジョブ!」レギュラー出演
- 2012年1月、いちはらFM「キラッと！Carat」パーソナリティ
- 2012年11月、ダンスボーカルユニット「Carat」メンバーとしてデビュー
- 2012年12月、雑誌「ダ・ヴィンチ」読みたガール365
- 2012年5月、舞台「ギャル内閣」アイドルKGSメンバー役出演
- 2013年1月、duo MUSIC EXCHANGE「GYZA HALLOWEEN TOKYO 2013 powered by　FURYU　CORPO　RATION」モデル出演
- 2013年1月、ディファ有明「GAKUSEI COLLECTION 2013 TOKYO」モデル出演
- 2013年11月、R Lounge「upcosme night」モデル出演
- 2013年9月、「DRASTIC vol.3 feat渋谷ファッションショーパフォーマーライブvol7」モデル出演
- 2014年1月、アミュプラザ鹿児島「SHIBUYA 109 KAGOSHIMA × TGC Night AUTUMN/WINTER　COLLECTION」モデル出演
- 2014年4月～、 FM Yokohama「Branding Hit YOKOHAMA」パーソナリティー
- 2014年5月、フリュー「GYZA」Webイメージモデル出演
- 2014年5月、「読モgirl's party」モデル出演
- 2014年7月、ViVi読者モデル出演
- 2014年7月～2014年9月、フジテレビ　ドラマ「水球ヤンキース」出演
- 2014年12月～2015年5月、ニコニコ生放送「UNION TIMES」レギュラー出演
- 2015年4月～、ZIP-FM「Carat Night」パーソナリティー
- 2015年5月～、S Cawaii!モデル出演